# La dalia azzurra
La dalia azzurra (The Blue Dahlia) è un film del 1946 diretto da George Marshall e basato su una sceneggiatura originale di Raymond Chandler. Il film segna il terzo abbinamento delle star Alan Ladd e Veronica Lake.

## Trama

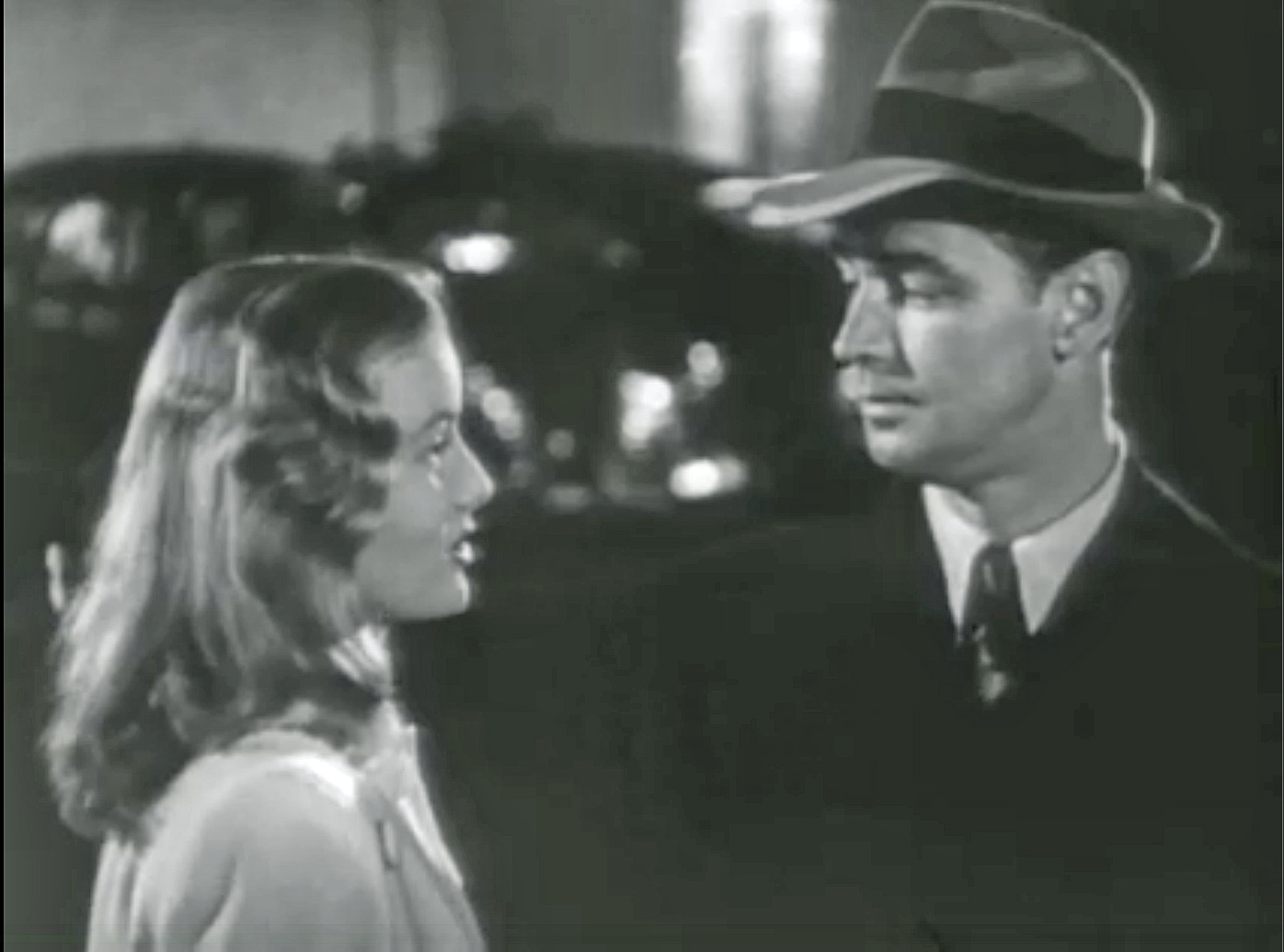
Joyce (Veronica Lake) e Johnny (Alan Ladd) in una scena del film

Al ritorno dalla guerra combattuta come capitano di un aereo della marina militare americana con i suoi compagni di equipaggio Buzz e George ormai diventati suoi amici inseparabili, Johnny sorprende sua moglie Helen mentre bacia l'amante Eddie Harwood, gestore del night club Dalia Azzurra.
Nella discussione che ne segue, Helen, alcolizzata e depressa, rivela a Johnny di aver provocato la morte del loro figlio in un incidente stradale, mentre guidava ubriaca.
Quando il mattino successivo Helen è trovata morta, Johnny diventa il principale indiziato. Ma con l'aiuto di Joyce, moglie arrabbiata di Harwood, Johnny trova il vero colpevole.

## Produzione
Il film fu scritto da Raymond Chandler.

## Riconoscimenti
- 1947 - Premio Oscar
  - Candidatura per la Miglior sceneggiatura non originale a Raymond Chandler